# Chapelle Saint-Bénézet
La chapelle Saint-Bénézet du pont Saint-Bénézet est située à Avignon (Vaucluse), sur le troisième pilier (entre les deuxième et troisième arches), au-dessus du Rhône, sous la chapelle Saint-Nicolas.

## Légende
La légende raconte que Petit Benoît, connu sous le nom de Bénézet, berger à Burzet, dans le Vivarais, né en 1165, alors âgé de 12 ans, reçut l'ordre divin d'aller construire un pont à Avignon.
Bénézet commença la construction du pont en 1177. Celui-ci fut achevé en 1185 et enjambait alors le Rhône sur environ 900 mètres. Il comportait à l'origine vingt-deux arches, il n'en reste que quatre, dont celle supportant la chapelle.

## Style architectural

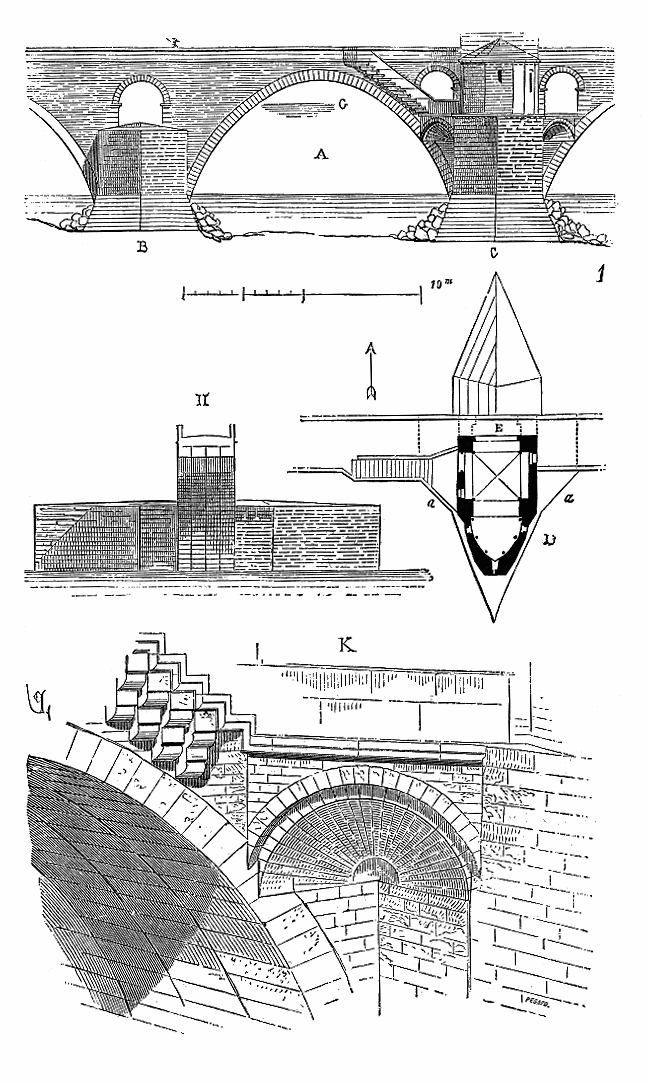
Détail du pont issu du Dictionnaire raisonné de l'architecture française du XIe siècle au XVIe siècle d'Eugène Viollet-le-Duc (1856) montrant seule la chapelle Saint-Bénézet, à l'époque dédiée à saint Nicolas.

Le pont et ses deux chapelles sont classés dans l'art architectural roman provençal.
« Sur l'une de celles conformes au profil C, la plus rapprochée de la ville, est bâtie la petite chapelle dédiée à saint Nicolas, dans laquelle étaient déposées les reliques de saint Bénezet. Le sol de cette chapelle est placé à 4,50 m au-dessous du tablier du pont, et l'on y descend par un escalier pratiqué partie en encorbellement, partie aux dépens de l'épaisseur du pont, ainsi que le fait voir le plan D9. Pour passer devant la chapelle, il n'était laissé au tablier en E qu'une largeur de 2 mètres, compris l'épaisseur du bahut. Par une arcade on pouvait voir du tablier l'intérieur de la chapelle, et une autre arcade en contre-bas ouvrait celle-ci vers l'aval, sur l'éperon. (...) Les piles qui possèdent des trompes étaient percées de trois arcades, au lieu d'une seule, au-dessus des éperons (la chapelle bouchant l'arcade centrale dans la pile C. Cette précaution était bien nécessaire pour donner une issue aux crues du fleuve, car les eaux s'élèvent parfois jusqu'au niveau G » Eugène Viollet-le-Duc, Dictionnaire raisonné de l'architecture française du XIe au XVIe siècle, 1856